# (26) Proserpina
(26) Proserpina – planetoida z pasa głównego planetoid.

## Odkrycie i nazwa
Została odkryta 5 maja 1853 roku w obserwatorium w Düsseldorfie przez Roberta Luthra.
Nazwa pochodzi od rzymskiej Prozerpiny, córki Jowisza i Ceres, porównywanej do greckiej Persefony.

## Orbita
Planetoida okrąża Słońce w ciągu 4 lat i około 122 dni, w średniej odległości 2,66 j.a.